# 야탑동
야탑동(野塔洞)은 대한민국 성남시 분당구의 법정동이다.

## 역사

### 지명 유래
야탑동의 야탑은 ‘오야소’(梧野所)의 ‘야’자와 ‘탑골’(塔谷)의 ‘탑’자를 합한 것으로 오야소의 유래는 마을주변에 오동나무가 많아 “오동나무 들마을”이라 한데서 오야(梧野)가 된 것이라 한다.

### 연혁
- 조선시대 선조 10년(1577년)~1914년 : 경기도 광주군 돌마면 오야소동, 상탑동, 하탑동.
- 1914년 : 경기도 광주군 돌마면 야탑리로 통합됨.
- 1971년 9월 13일 : 경기도 성남출장소에 편입됨.
- 1973년 7월 1일 : 성남시 야탑동이 됨. (행정동 이매동)
- 1975년 3월 17일 : 돌마출장소에 편입됨.
- 1989년 5월 1일 : 성남시 중원구 야탑동이 됨.
- 1991년 9월 17일 : 분당구 야탑동이 됨. (행정동 이매동)
- 1993년 1월 20일 : 이매동에서 매송동·하탑동을 분동함.[2]

| 성남시조례 제1253호 |          |                          |
| 행정구역            | 행정구역 | 법정구역                 |
| 기존                | 분동 후  | 법정구역                 |
| 이매동              | 이매동   | 이매동 일부, 야탑동 일부 |
| 이매동              | 매송동   | 이매동 일부              |
| 이매동              | 하탑동   | 야탑동 일부              |
- 1993년 6월 5일 : 이매동에서 야탑동·중탑동을 분동함.[3]

| 성남시조례 제1272호 |          |             |
| 행정구역            | 행정구역 | 법정구역    |
| 기존                | 분동 후  | 법정구역    |
| 이매동              | 이매동   | 이매동 일부 |
| 이매동              | 야탑동   | 야탑동 일부 |
| 이매동              | 중탑동   | 야탑동 일부 |
- 2001년 1월 1일 : 야탑동을 야탑1동으로, 하탑동을 야탑2동으로, 중탑동을 야탑3동으로 개칭함.[4]

## 법정동
- 야탑동

## 교육

### 야탑1동
- 야탑초등학교
- 야탑중학교

### 야탑2동
- 돌마초등학교
- 하탑초등학교
- 하탑중학교

### 야탑3동
- 하탑중학교
- 성은학교
- 상탑초등학교
- 분당영덕여자고등학교
- 야탑고등학교
- 중탑초등학교

## 쇼핑
- 홈플러스 야탑점
- NC백화점 야탑점
- 세신 옴니코아

## 교통
- 성남종합버스터미널
- 분당선 야탑역
- 분당수서로
- 수도권제1순환고속도로

## 기관
- 차의과대학교 분당차병원